# Иванов, Юрий Петрович (футболист)
Ю́рий Петро́вич Ивано́в (Пустой шаблон {{ВД-Преамбула}} ) — советский футболист, нападающий.
Воспитанник футбольной школы СИ (Луганск), первый тренер В. Д. Добижа. 1 июля 1978 года дебютировал за «Зарю» Ворошиловград в чемпионате СССР в домашней игре против «Арарата» (1:0) — на 87-й минуте заменил Юрия Колесникова. Летом 1981 года перешёл в ЦСКА, за который сыграл два матча в чемпионате — в играх против «Днепра» и «Кубани» выходил за 15 минут до конца матча. В 1982 году играл в первой лиге за СКА Киев, в 1982—1984 — во второй лиге за «Колос» Павлоград.